# Callistemon recurvus
Callistemon recurvus är en myrtenväxtart som beskrevs av R.D.Spencer och Lumley. Callistemon recurvus ingår i släktet lampborstar, och familjen myrtenväxter. Inga underarter finns listade i Catalogue of Life.